# Bradysia xenoreflexa
Bradysia xenoreflexa är en tvåvingeart som beskrevs av Werner Mohrig och Menzel 1993. Bradysia xenoreflexa ingår i släktet Bradysia och familjen sorgmyggor.
Artens utbredningsområde är Frankrike. Arten är reproducerande i Sverige. Inga underarter finns listade i Catalogue of Life.